# Klášter paulánů (Vranov)
Klášter paulánů v obci Vranov v okrese Brno-venkov se nachází u kostela Narození Panny Marie. Dochované původní západní křídlo kláštera je chráněno jako kulturní památka České republiky.

## Historie
Vranov byl již ve středověku poutním místem, tradičně je jeho původ kladen do roku 1240. Kníže Maxmilián z Lichtenštejna zde nechal od roku 1617 stavět barokní poutní kostel Narození Panny Marie s rodovou hrobkou. Vzhledem k velkému počtu poutníků založil v roce 1633 u kostela také konvent paulánů, kteří si jihovýchodně od kněžiště chrámu postupně postavili čtyřkřídlou klášterní kvadraturu s malou hodinovou věží. Konvent i s kostelem byl vysvěcen v roce 1642. Stavbu kláštera prováděl Ondřej Erna, jako jeho autor bývá uváděn lichtenštejnský architekt Giovanni Giacomo Tencalla. Kvadratura byla dokončena až v roce 1751, ještě předtím byly její starší části rekonstruovány. Místní paulánská komunita se rozrůstala, již v roce 1640 byla povýšena na korektorát a bylo zde 20 řeholníků. K roku 1771 zde žilo 30 paulánů, v roce 1784 jich bylo 24. Roku 1781 přešla část řeholníků do nově zřízeného konventu ve Šlapanicích. Vranovský klášter byl na základě dekretu Josefa II. zrušen roku 1784, v té době patřil mezi prvních deset nejbohatších konventů na Moravě. Po zrušení kláštera byla jeho budova postupně ubourávána. Zanikla tak tři křídla, zachováno bylo pouze západní křídlo, které navazuje na jižní stěnu kněžiště kostela a které bylo využíváno jako fara.

## Obnovení kláštera
Pauláni se do Vranova vrátili v roce 1992 a postupně začali s obnovou zbořeného komplexu. V letech 1997–2000 postavili jižní křídlo kvadratury a část východního křídla, po roce 2002 bylo zbudováno východní a severní křídlo. Dokončována a zprovozňována jsou postupně (jižní roku 2000, východní 2011). Řád zde zřídil Duchovní centrum svatého Františka z Pauly, funguje zde ubytování, stravování, jsou zde sály pro konference a jiné akce. V roce 2002 zde působilo 12 řeholníků a jednalo se o jediný paulánský klášter na sever od Alp.